# 言語年代学
言語年代学（げんごねんだいがく、glottochronology）は、言語学において系統を同じくする2つの言語が分岐した年代を見積もる方法である。

## 概説
モリス・スワデシュによって提唱され、日本では服部四郎により紹介され研究された。
「基礎的な語彙は比較的一定した速度で変化する」という仮定のもとに、2つの言語が共通祖語から分岐した年代を、C14による有機物の年代測定と同様に、推定された語彙の「半減期」から算出するという方法がとられる。「基礎的な語彙」にはスワデシュ・リストと呼ばれる基礎語彙リストが使用される。
しかし、言語の変化が一定の速度で起きるという証拠はない（たとえば文字で書かれない言語は速く変化する傾向がある）として、言語年代学の有効性について疑問視する言語学者も多い。またスワデシュ・リストの語彙が本当に基礎的といえるかどうかについても疑問が出されている。
言語年代学では語彙統計学的方法を用いてはいるが、語彙統計学では必ずしも「基礎的な語彙は比較的一定した速度で変化する」という仮定は必要とされない。また言語を音韻論的・文法的に比較して変化の法則性を明らかにし、同系であることを証明する比較言語学とは方法論的に異なる。

## 新たな方法論
最近、R.D.Grayらによって、分子進化学（DNA配列の統計学的比較から生物の進化を明らかにする方法）を応用し、言語変化速度の一定性を仮定しない方法が提案されている。これは比較言語学により明らかにされた同根語を基礎とする方法である。これによれば、一部の分岐年代が判っている語族（インドヨーロッパ語族など）については、従来よりも確実に分岐年代を見積もることが可能であるという。彼らはオーストロネシア語族にもこの方法を応用している。